# 邱幸儀
邱 幸儀（チウ・シンイー、きゅう こうぎ、1984年 - ）は、台湾の客家語によるシンガーソングライター。『月光光』で高雄第一回客家語流行歌曲創作コンクール「高雄第一屆客家流行歌曲創作比賽」で2位を獲得。2005年に『改變』で客家委員会母語オリジナル音楽大賞「客委會母語原創音樂大獎」の3位を獲得した。2006年には客家語のテレビドラマ『戀戀舊山線』の主題曲を歌う。